# ステファン・フライ
ステファン・フライ（Stefan Frei、1986年4月20日 - ）は、スイス出身のプロサッカー選手。シアトル・サウンダーズFC所属。ポジションはGK。

## クラブ経歴
2009年のMLSスーパードラフトで、1巡目(総合13位)でトロントFCに指名された。
2013年12月10日、MLSスーパードラフト指名権とのトレードでシアトル・サウンダーズFCに移籍。

## 代表歴
U-15スイス代表歴がある。
2017年1月、アメリカ合衆国代表のトレーニングキャンプに参加した。

## 人物
元スイス代表サッカー選手のアレクサンダー・フライはいとこ。
2017年6月、アメリカ合衆国市民権を取得。

## タイトル

### クラブ
トロントFC
- カナディアン・チャンピオンシップ: 2009, 2010, 2011, 2012

シアトル・サウンダーズFC
- MLSカップ: 2016, 2019[6]

- サポーターズ・シールド: 2014

- USオープンカップ: 2014

- CONCACAFチャンピオンズリーグ: 2022

### 個人
- MLSカップMVP: 2016[7]
- MLSオールスター: 2017[8][9]
- CONCACAFチャンピオンズリーグMVP: 2022